# Marie-Louise Girod

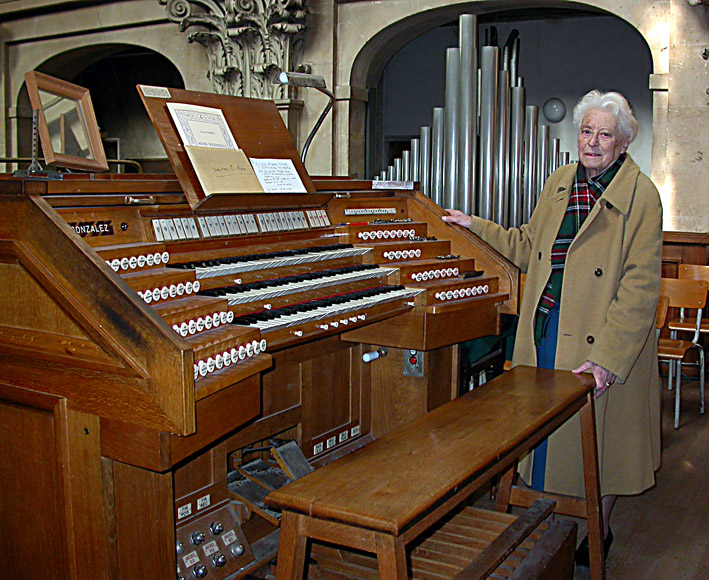
Marie-Louise Girod am Spieltisch der Gonzalez-Orgel des Temple de l'Oratoire (2004)

Marie-Louise Girod-Parrot (geb. 2. Oktober 1915 in Paris; gest. 29. August 2014 ebenda) war eine französische Organistin und Komponistin.

## Leben und Wirken
Marie-Louise Girod studierte Orgel am Pariser Konservatorium bei Henriette Puig-Roget und Marcel Dupré. Sie war Organistin der reformierten Kirche Oratoire du Louvre und der Nazareth-Synagoge in Paris. Ihr Œuvre umfasst viele Orgelwerke, darunter viele liturgisch gebundene (Psalmenkompositionen) und Kantaten zu verschiedenen Festtagen. Sie war mit André Parrot (1901–1980) verheiratet.

## Werke (Auswahl)
- Suite pour le psaume 23 „L’Éternel est mon berger“ (Mélodie de L. Bourgeois) (Orgue et Liturgie 64)
- Triptyque sur l’Hymne Sacris solemniis
- Fugue sur le thème de Cl. Lejeune
- Complainte
- Estans assis aux rives aquatiques
- Petite Cantate pour le jour de Noël
- Petite Cantate pour le jour de Pâques
- Petite cantate pour le jour de Pentecôte

## Einspielungen
- Soli deo gracia – Communauté de Taizé. (SM) Chœur de l’Oratoire du Louvre, dir. H. Hornung. 1955
- Chantres et Musiciens de la réforme. (SM) Chœur de Paris, dir. M. Honegger, Maîtrise Oratoire du Louvre, dir. Hornung, Maîtrise protestante de Genève, dir.  R. Vuataz.
- E. Martin: Messe du Sacre des Rois de France. Paris St-Eustache (Pacific) Chœur de St-Eustache, dir. E. Martin. 1955, M.-C. Alain au grand orgue.
- Hommage à Johannes Pachelbel à l’occasion du 250e anniversaire de sa mort.  J. Pachelbel : 15 Pièces : Toccata-Pastorale en fa majeur, Quatre chorals (Nun komm der Heiden Heiland, Durch Adams Fall ist ganz verderbt, Vater unser im Himmelreich, Allein Gott in des Höh’ sei Ehr’), Toccata en mi mineur, Fantaisie en mi bémol majeur, Sept versets sur le Magnificat (IIe, IIIe, IVe et VIIIe), Chaconne en ré mineur - Paris  St-Merry (Decca) 1955.
- Huit pièces anciennes sur des thèmes liturgiques :  A. de Cabezon : Salve Regina, P. Cornet : Deux versets pour le Salve Regina (Eia ergo – Pro fine), J. Titelouze : Hymne A solis ortus cardine (3e verset), G. Frescobaldi : Offertoire pour la Missa della Dominica,  N. de Grigny : Plain-chant en taille et Fugue à 5 sur le Veni creator, D. Buxtehude : Te Deum, J. S. Bach : Choral de Profundis avec cantus firmus joué par trois trombones, Anonyme : Trois versets extraits du Te Deum paru chez Pierre Attaingnant en 1531. (Tu Patris – Te devicto – Laudamus). Paris St-Merry (Decca 173730) 1956.
- P. Du Mage, J. Titelouze : ‘Urbs Jerusalem‘, C. Racquet,  G.-G. Nivers, L. Marchand,  J.-F. Dandrieu - La Flèche.  Le Prytanée militaire. (Contrepoint) 1957/1958.
- A. de Cabezon, S. Aguilera de Heredia, F. Correa de Arauxo, J. Cabanilles, J. Oxinagas, Anonyme - La Flèche  Le Prytanée militaire (Contrepoint) 1957/1958.
- Noëls  français:  J.-F. Dandrieu,  E. Du Caurroy,  C.-B. Balbastre,  N. Lebègue,  M. Corrette - La Flèche Le Prytanée  militaire (Contrepoint) 1957/1958.
- R. de Lassus : Motets,  J. Des Prés,  G. Reutter,  E. Martin : Libera me - (Boite à Musique)  Chanteurs de St-Eustache,  dir. E.  Martin. 1958.
- J. S. Bach : Chorals  de Noëls,  D. Buxtehude,  F. W. Zachow,  J. G. Walther - Le Mans  Ste-Croix  (Deva) 1958.
- E. Gigout : Toccata,  C.-M. Widor : Toccata,  L.-C. Daquin,  A. Raison : Offertoire,  C. Franck : Pastorale - Paris  Oratoire du Louvre (Vogue) um 1958.
- J. S. Bach : Toccatas et fugues  en ré min., en fa maj. et la dorienne, Cantate BWV 147, Petite Fugue  en sol - Paris  Oratoire du Louvre (Vogue) um 1958.
- Concert sacré en la Cathédrale de Chartres•  G. Jullien : Suite 7° ton, Antoine Brunel, Eustache de Caurroy [sic], Pierre Robert - Paris  St-Merry (Erato Collection châteaux et cathédrales LDE 3348, stéréo STE 50248 artistique) 1964 - Ensemble de cuivres, orchestre Jean-François Paillard, sous la direction de Stéphane Caillat.
- M. Corrette: Concerto  op. 26 (6) - (SM)  Musée du Louvre, Orchestre Chambre Paris,  dir. P. Duvauchelle -  1970
- Psaumes  polyphoniques:  J. S. Bach, A. Cellier, R. Crassot, M.-L. Girod-Parrot, C. Goudimel, M. Greiter, A. Honegger, C. Lejeune, K. Othmayr, R. Vuataz - (Vogue)  Maîtrise  de l’Oratoire du Louvre,  dir. H. Hornung, 1972 avec H. Puig-Roget
- Noëls français : J.-F. Dandrieu, C.-B. Balbastre, N. Lebègue, L.-C. Daquin, M. Corrette.  La Celle-Les-Bordes. 1970.
- Mélodies pour prier n° 7 de la Réforme avec trompette et flûte. 1979.
- Puer natus in Bethlehem: J. S. Bach, D. Buxtehude, J. Pachelbel, G. F. Haendel, G. P. Telemann. La Celle-Les-Bordes, 1981.
- T. Albinoni: Concerto op. 7, A. Vivaldi: Concerto en si bémol, G. Torelli: Concerto en ré. La Celle-Les-Bordes. 1982.
- J. Nin, A. Illiashenko, L. Brown, M.-L. Girod-Parrot: Variations sur le Psaume 95; E. Bloch: Chant juif, E. Kesrouani, W. de Fesch, G. Gabrieli, G. Migot: Hosannah, J. Sibelius: Religioso – Négro-spirituals. La Celle-Les-Bordes. (SM) S. Milliot Violoncelle. 1983.
- M.-L. Girod-Parrot: Psaume  96, J. Alain : Ballade en mode phrygien, G. Litaize: Prélude liturgique, J. Langlais: Pièce modale n° 3. Paris Oratoire du Louvre (Erato-Orgues de Paris) CD. 1992.
- Jésus, que ma joie demeure. Paris Oratoire du Louvre. 2002 CD
- M.-L. Girod: Petite Cantate pour le jour de Noël. Paris Oratoire du Louvre. CD. 2003.
- M.-L. Girod: Petite Cantate pour le jour de Pâques. Paris Oratoire du Louvre. CD. 2004
- M.-L. Girod: Petite Cantate pour le jour de Pentecôte. Paris Oratoire du Louvre. CD. 2007.